# Marco Campioli
Marco Campioli (Sassuolo, 10 giugno 1954 – 17 ottobre 2021) è stato uno scacchista e compositore di scacchi italiano.

## Biografia e attività
Campioli è stato per due volte Campione Italiano di composizione di studi (medaglia d’oro e d’argento) e il primo italiano ad entrare nel ranking internazionale di studistica; ha totalizzato oltre 165 premi, incluso il premio Bertellini nel 2012.
Tra il 2016 e il 2018 ha vinto ancora medaglie d’oro nel campionato italiano di composizione studi; ha anche conseguito la Prima Norma da Maestro Internazionale ICCF, con 348 studi pubblicati e 215 premiati in concorsi internazionali.
È stato redattore della sezione Studi della rivista "Torre & Cavallo - Scacco!", giudice per studi internazionali e allenatore della campionessa mondiale di scacchi per corrispondenza Alessandra Riegler (1995–1997).